# Parlamento de Trindade e Tobago
O Parlamento da República de Trindade e Tobago (Parliament of the Republic of Trinidad and Tobago) é a sede do poder legislativo de Trindade e Tobago, o parlamento é no formato bicameral contando com a Câmara dos Representantes e do Senado.

## Câmara dos Representantes
A Câmara dos Representantes (House of Representatives) é a câmara baixa do parlamento, atualmente composta de 43 representantes eleitos para mandatos de 5 anos pelo sistema majoritário.

## Senado
O Senado (Senate) é a câmara alta do parlamento, atualmente composta de 31 membros nomeados pelo presidente com a assistência do Primeiro-ministro de Trindade e Tobago e do líder da oposição.